# Cao đẳng báo chí Melchior Wańkowicz tại Warszawa

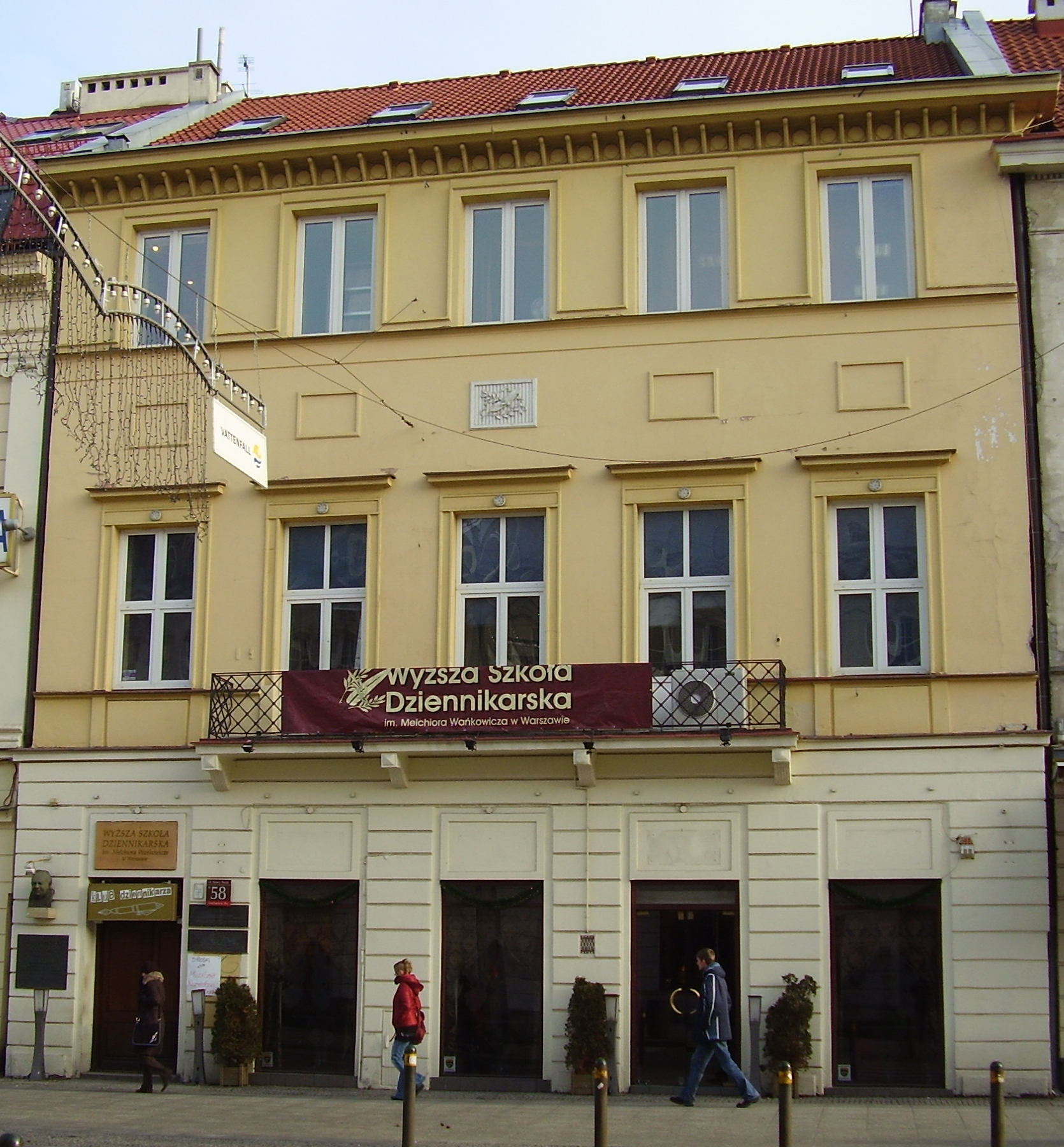
Cao đẳng báo chí Melchior Wańkowicz tại Warszawa

Cao đẳng báo chí Melchior Wańkowicz tại Warszawa (tiếng Ba Lan: Wyższa Szkoła Dziennikarska im. Melchiora Wańkowicza w Warszawie) là trường đại học ngoài công lập có trụ sở tại Warszawa, hoạt động từ năm 1995 đến năm 2013.
Trường bắt đầu hoạt động vào năm 1995, theo giấy đăng ký của Bộ Giáo dục Quốc gia Ba Lan số 71. Trường đào tạo hệ cử nhân.
Trường đại học thành lập theo yêu cầu của Hội nhà báo Ba Lan. Đứng đầu là chủ tịch danh dự của Hội nhà báo, Nhà giáo Stefan Bratkowski. Nhà văn, nhà báo Melchior Wańkowicz là người bảo trợ cho trường. Khoa duy nhất của Trường Cao đẳng Báo chí là Khoa Báo chí và Truyền thông xã hội.

## Giảng viên được biết đến
- Tiến sĩ Tadeusz Bartoś
- GSTS Rafał Habielski
- Tiến sĩ Piotr Grochmalski
- GSTS Jakub Zdzisław Lichański
- Tiến sĩ Anna Mikołejko
- Tiến sĩ Andrzej Tadeusz Kijowski
- Tiến sĩ Maciej Ganczar
- Stanisław Brejdygant
- Nhà giáo Janina Jankowska (đoạt giải Grand Press năm 2005)
- Ryszard Jaworski
- Tiến sĩ Tadeusz Kononiuk (thành viên của Hội đồng Đạo đức Truyền thông)
- Nhà giáo Agnieszka Kamińska
- Nhà giáo Dobrochna Kędzierska-Truszczyńska
- Nhà giáo Jerzy Korejwo
- Nhà giáo Wojciech Marczyk
- Nhà giáo Jacek Moscow
- Nhà giáo Sławomir Popowski
- Nhà giáo Joanna Siedlecka
- Nhà giáo Teresa Stylińska
- Leszek Szaruga
- Nhà giáo Stefan Szczepłek
- Nhà giáo Jan Wróbel

## Sinh viên nổi bật
- Michał Figurski
- Patrycja Markowska
- Nowator
- Karolina Nowakowska
- Tede
- Dominika Gwit